# 伪微分算子
数学分析中，伪微分算子是微分算子的推广。伪微分算子在偏微分方程和量子场论等领域有广泛的应用。

## 发展动机

### 常系数线性微分算子
设{\displaystyle u}为一个定义在{\displaystyle \mathbb {R} ^{n}}上的紧支撑的光滑函数，考虑下面的常数系数微分算子：
{\displaystyle P(D):=\sum _{\alpha }c_{\alpha }\,D^{\alpha }}
利用傅立叶变换，可以将这个微分算子用另外一种等价的形式表达：
首先将这个算子的傅立叶变换写出，
{\displaystyle P(\xi )=\sum _{\alpha }c_{\alpha }\,\xi ^{\alpha }}
注意这里已经将微分变换为频率域中的乘法，所以整个算子的傅立叶变换成为一个频率域中的多项式。我们一般称其为一个符号（symbol）。
这个符号的傅立叶逆变换为
{\displaystyle (1)\quad P(D)u(x)={\frac {1}{(2\pi )^{n}}}\int _{\mathbb {R} ^{n}}\int _{\mathbb {R} ^{n}}e^{i(x-y)\xi }P(\xi )u(y)dyd\xi }
注意，上面的{\displaystyle \alpha =(\alpha _{1},\dots ,\alpha _{n})\in \mathbb {N} _{0}^{n}}表示了一个多重指标，而{\displaystyle D^{\alpha }}则是利用这个多重指标定义的一个微分算子，具体可以写为{\displaystyle D^{\alpha }=(-i\partial _{1})^{\alpha _{1}}\dots (-i\partial _{n})^{\alpha _{n}}}
，其中{\displaystyle \partial _{j}}表示对第{\displaystyle j}个变量的微分。另外，各个系数{\displaystyle C_{\alpha }}都是{\displaystyle \mathbb {C} }中的常数。
从{\displaystyle (1)}中不难发现，一个微分算子可以用它的傅立叶变换表示出来。类似地，一个伪微分算子也可以这样定义：
{\displaystyle (2)\quad P(x,D)u(x)={\frac {1}{(2\pi )^{n}}}\int _{\mathbb {R} ^{n}}\int _{\mathbb {R} ^{n}}e^{i(x-y)\xi }P(x,\xi )u(y)dyd\xi },
与{\displaystyle (1)}的区别在于，这里的{\displaystyle P(x,\xi )}可以是一个更一般的函数。

#### 式（1）是如何得到的
如上选取的{\displaystyle u}，其傅立叶变换为
{\displaystyle {\hat {u}}(\xi ):=\int e^{-iy\xi }u(y)dy}
而从傅立叶逆变换公式可以知道
{\displaystyle u(x)={\frac {1}{(2\pi )^{n}}}\int e^{ix\xi }{\hat {u}}(\xi )d\xi ={\frac {1}{(2\pi )^{n}}}\int \int e^{i(x-y)\xi }u(y)dyd\xi }
将{\displaystyle P(D)}应用于这个{\displaystyle u}，则有
{\displaystyle P(D_{x})\,e^{i(x-y)\xi }=e^{i(x-y)\xi }\,P(\xi )}
由此就得到了{\displaystyle (1)}。

### 利用伪微分算子表示偏微分方程的解
为了求解方程
{\displaystyle P(D)\,u=f}
我们可以形式地将傅立叶变换应用于方程两边，从而得到一个代数的方程
{\displaystyle P(\xi )\,{\hat {u}}(\xi )={\hat {f}}(\xi )}.
如果符号{\displaystyle P(\xi )}对于任何{\displaystyle \xi \in \mathbb {R} ^{n}}都不是{\displaystyle 0}，那么除以{\displaystyle P(\xi )}后则有
{\displaystyle {\hat {u}}(\xi )={\frac {1}{P(\xi )}}{\hat {f}}(\xi )}
由傅立叶逆变换公式，则可以得到一个解
{\displaystyle u(x)={\frac {1}{(2\pi )^{n}}}\int e^{ix\xi }{\frac {1}{P(\xi )}}{\hat {f}}(\xi )d\xi }.
请注意我们的假设：
1. {\displaystyle P(D)}是一个常系数的微分算子。
2. 它的符号{\displaystyle P(\xi )}永远不为{\displaystyle 0}。
3. {\displaystyle u}和{\displaystyle f}都有傅立叶变换。

最后一个条件可以利用和分佈相关的定理减弱（这里的分布不是统计中的分布，而是分析中的概念），而前面两个条件则可以利用如下的方法减弱：
将{\displaystyle f}的傅立叶变换写出可以得到
{\displaystyle u(x)={\frac {1}{(2\pi )^{n}}}\int \int e^{i(x-y)\xi }{\frac {1}{P(\xi )}}f(y)dyd\xi }.
此式的形式与{\displaystyle (1)}非常相似，区别仅在{\displaystyle {\frac {1}{P(\xi )}}}不是一个多项式函数，而是一个更一般的函数，因此引出下面的主题：

### 符号类和伪微分算子
我们核心的目的是通过公式{\displaystyle (1)}，在允许使用更一般的{\displaystyle P(x,\xi )}的条件下，定义算子{\displaystyle P(x,D)}：
{\displaystyle P(x,D)u(x)={\frac {1}{(2\pi )^{n}}}\int _{\mathbb {R} ^{n}}\int _{\mathbb {R} ^{n}}e^{i(x-y)\xi }P(x,\xi )u(y)dyd\xi .}
因此假设{\displaystyle P(x,\xi )}属于某个特定的符号类。
例如，如果{\displaystyle P(x,\xi )}是一个{\displaystyle \mathbb {R} ^{n}\times \mathbb {R} ^{n}}上无限可微的函数，并且对于所有{\displaystyle x,\xi }和所有多重指标{\displaystyle \alpha ,\beta }，以及某些给定的常数{\displaystyle C_{\alpha ,\beta }}，给定的实数{\displaystyle m}，{\displaystyle P}都满足
{\displaystyle |\partial _{\xi }^{\alpha }\partial _{x}^{\beta }P(x,\xi )|\leq C_{\alpha ,\beta }\,(1+|\xi |)^{m-|\alpha |}}
那么{\displaystyle P}就属于一个Hörmander类，我们将它记为{\displaystyle S_{1,0}^{m}}。
而对应的算子{\displaystyle P(x,D)}则被称为一个{\displaystyle m}阶的伪微分算子，并且属于{\displaystyle \Psi _{1,0}^{m}}类。

## 性质
一个系数为有界光滑函数的{\displaystyle m}阶线性微分算子是一个{\displaystyle m}阶的伪微分算子。
两个伪微分算子{\displaystyle P,Q}的复合{\displaystyle PQ}也是一个伪微分算子，而且{\displaystyle PQ}的符号可以用{\displaystyle P}和{\displaystyle Q}的符号来计算。
一个伪微分算子的伴随算子和转置算子仍然是一个伪微分算子。
如果一个{\displaystyle m}阶微分算子是一个（{\displaystyle m}阶一致的）椭圆算子并且可逆，那么它的可逆算子是一个{\displaystyle -m}阶的伪微分算子，并且可以算出它的符号。这就意味着在某种意义下，人们可以利用伪微分算子的理论，精确地求解线性椭圆微分方程。
一个微分算子是局部的，因为它只需要知道被作用的函数在某个点附近的某个邻域中的值，就可以求出这个算子在这个点附近作用的效果。而伪微分算子有时也被非正式地被叫做伪局部的，因为它作用在一个分布上的时候，不会在这个分布的光滑部分产生新的奇点。
如同一个微分算子可以用{\displaystyle D=-id/dx}的记号，以{\displaystyle P(x,D)}表出（其中{\displaystyle P}是{\displaystyle D}的多项式，称为符号），伪微分算子的符号可以用比多项式更一般的函数表示。一般而言，人们可以将一个伪微分算子的分析问题转化为一个与它的符号相关的一系列代数问题，而这也是微局部分析的基本思想。

## 文獻
下面是一些标准的英文参考书：
- Michael E. Taylor, Pseudodifferential Operators, Princeton Univ. Press 1981. ISBN 0691082820
- M. A. Shubin, Pseudodifferential Operators and Spectral Theory, Springer-Verlag 2001. ISBN 354041195X
- Francois Treves, Introduction to Pseudo Differential and Fourier Integral Operators, (University Series in Mathematics), Plenum Publ. Co. 1981. ISBN 0306404044
- F. G. Friedlander and M. Joshi, Introduction to the Theory of Distributions, Cambridge University Press 1999. ISBN 0521649714